# Zbór Kościoła Zielonoświątkowego w Gryfinie
Zbór Kościoła Zielonoświątkowego w Gryfinie – zbór Kościoła Zielonoświątkowego w RP znajdujący się w Gryfinie, przy ulicy Pionierów 9.
Nabożeństwa odbywają się w niedzielę o godzinie 10:00 i środę o godzinie 18:00. 